# Llista de topònims de Ralleu
Llista de topònims (noms propis de lloc) de Ralleu (Conflent).
Informació actualitzada per un bot. Els canvis manuals es perdran quan s'actualitzi!

## església
| imatge | Nom                                    | Ubicat a | instància de                     | Detalls                                                                         | coordenades                                                                   | Protecció | Commons (més fotos)                     | Dades a WD                    |
| ------ | -------------------------------------- | -------- | -------------------------------- | ------------------------------------------------------------------------------- | ----------------------------------------------------------------------------- | --------- | --------------------------------------- | ----------------------------- |
|        | Sant Julià i Santa Basilissa de Ralleu | Ralleu   | església Ús: església parroquial |                                                                                 | 42° 35′ 08″ N, 2° 10′ 58″ E / 42.585511111111°N,2.1828888888889°E 1330.3 msnm |           | Église Saint-Julien de Railleu          | Modifica les dades a Wikidata |
|        | Sant Julià i Santa Basilissa de Ralleu | Ralleu   | església                         | Estil: arquitectura romànica Estat: ruïnós Dedicat a: sant Julià d'Antinòupolis | 42° 35′ 11″ N, 2° 10′ 46″ E / 42.58638°N,2.17945°E 1411 msnm                  |           | Ancienne église Saint-Julien de Railleu | Modifica les dades a Wikidata |

## muntanya
| imatge | Nom                  | Ubicat a                                       | instància de | Detalls | coordenades                                                                        | Protecció | Commons (més fotos) | Dades a WD                    |
| ------ | -------------------- | ---------------------------------------------- | ------------ | ------- | ---------------------------------------------------------------------------------- | --------- | ------------------- | ----------------------------- |
|        | Cim del Bac de Creu  | Ralleu Matamala                                | muntanya     |         | 42° 35′ 46″ N, 2° 08′ 24″ E / 42.59614166666667°N,2.1399944444444445°E 1829.2 msnm |           |                     | Modifica les dades a Wikidata |
|        | Pic de l'Home        | Aiguatèbia i Talau Ralleu                      | muntanya     |         | 42° 34′ 37″ N, 2° 11′ 08″ E / 42.57705°N,2.1855277777777777°E 1513.8 msnm          |           |                     | Modifica les dades a Wikidata |
|        | Pic del Pas del Llop | Aiguatèbia i Talau Ralleu                      | muntanya     |         | 42° 35′ 03″ N, 2° 09′ 40″ E / 42.584202777777776°N,2.161086111111111°E 1877.4 msnm |           |                     | Modifica les dades a Wikidata |
|        | Roc de les Comes     | Aiguatèbia i Talau Caudiers de Conflent Ralleu | muntanya     |         | 42° 34′ 35″ N, 2° 08′ 43″ E / 42.57640555555555°N,2.145225°E 2010.8 msnm           |           |                     | Modifica les dades a Wikidata |

## port de muntanya
| imatge | Nom                   | Ubicat a                             | instància de     | Detalls | coordenades                                                      | Protecció | Commons (més fotos) | Dades a WD                    |
| ------ | --------------------- | ------------------------------------ | ---------------- | ------- | ---------------------------------------------------------------- | --------- | ------------------- | ----------------------------- |
|        | Coll de Creu          | Ralleu Matamala                      | port de muntanya |         | 42° 36′ 19″ N, 2° 07′ 59″ E / 42.605186°N,2.133074°E 1708.3 msnm |           |                     | Modifica les dades a Wikidata |
|        | Coll de Joell         | Aiguatèbia i Talau Ralleu            | port de muntanya |         | 42° 36′ 10″ N, 2° 08′ 17″ E / 42.602747°N,2.137925°E 1708.3 msnm |           |                     | Modifica les dades a Wikidata |
|        | Coll de Pica Bastard  | Caudiers de Conflent Matamala Ralleu | port de muntanya |         | 42° 36′ 10″ N, 2° 08′ 17″ E / 42.602747°N,2.137925°E 1708.3 msnm |           |                     | Modifica les dades a Wikidata |
|        | Coll del Dragó        | Censà Ralleu                         | port de muntanya |         | 42° 35′ 47″ N, 2° 10′ 09″ E / 42.596347°N,2.169028°E 1558.1 msnm |           |                     | Modifica les dades a Wikidata |
|        | Collada de Roca Troca | Aiguatèbia i Talau Ralleu            | port de muntanya |         | 42° 34′ 57″ N, 2° 09′ 49″ E / 42.582367°N,2.163656°E 1803.5 msnm |           |                     | Modifica les dades a Wikidata |
|        | Collada del Carbó     | Aiguatèbia i Talau Ralleu            | port de muntanya |         | 42° 34′ 57″ N, 2° 09′ 35″ E / 42.582411°N,2.159636°E 1851.4 msnm |           |                     | Modifica les dades a Wikidata |

## Misc
| imatge | Nom                             | Ubicat a                                            | instància de                          | Detalls                      | coordenades | Protecció | Commons (més fotos)  | Dades a WD                    |
| ------ | ------------------------------- | --------------------------------------------------- | ------------------------------------- | ---------------------------- | --- | --------- | -------------------- | ----------------------------- |
|        | Bosc Comunal de Ralleu          | Ralleu                                              | bosc comunal                          | Superfície: 5.09km²          | 42° 35′ 30″ N, 2° 09′ 51″ E / 42.591666666667°N,2.1641666666667°E                                                                           |           |                      | Modifica les dades a Wikidata |
|        | Castell de Ralleu               | Ralleu                                              | castell                               |                              | 42° 35′ 07″ N, 2° 10′ 59″ E / 42.585349°N,2.18296°E 1336.2 msnm                                                                             |           |                      | Modifica les dades a Wikidata |
|        | Pica Bastard                    | Ralleu Matamala                                     | cim muntanya                          |                              | 42° 34′ 57″ N, 2° 08′ 15″ E / 42.58246667°N,2.13753333°E 1716 msnm                                                                          |           |                      | Modifica les dades a Wikidata |
|        | Ribera de Cabrils               | Censà Ralleu Orellà Aiguatèbia i Talau Oleta i Èvol | curs d'aigua                          | Desemboca: Tet Llarg: 18.9km | 42° 37′ 35″ N, 2° 10′ 14″ E / 42.62647777777778°N,2.170552777777778°E 42° 33′ 12″ N, 2° 15′ 58″ E / 42.55331944444445°N,2.266208333333333°E |           |                      | Modifica les dades a Wikidata |
|        | casa de la vila de Ralleu       | Ralleu                                              | instal·lació Ús: seu del govern local |                              | 42° 35′ 10″ N, 2° 10′ 57″ E / 42.5862256765366°N,2.18247091390397°E fr:66360 RAILLEU                                                        |           | Town hall of Railleu | Modifica les dades a Wikidata |
|        | estació meteorològica de Ralleu | Ralleu                                              | estació meteorològica                 |                              | 42° 35′ 12″ N, 2° 10′ 52″ E / 42.586667°N,2.181°E 1366 msnm                                                                                 |           |                      | Modifica les dades a Wikidata |